# Amphitropesa elegans
Amphitropesa elegans är en tvåvingeart som beskrevs av Townsend 1933. Amphitropesa elegans ingår i släktet Amphitropesa och familjen parasitflugor. Inga underarter finns listade i Catalogue of Life.